# Osmoxylon tetrandrum
Osmoxylon tetrandrum là một loài thực vật có hoa trong Họ Cuồng cuồng. Loài này được (C.T.White) B.C.Stone mô tả khoa học đầu tiên năm 1983.